# John Sparks

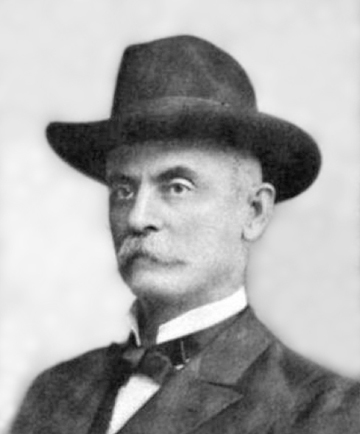
John Sparks

John Sparks (* 30. August 1843 in Winston County, Mississippi; † 22. Mai 1908) war ein US-amerikanischer Rinderzüchter und von 1902 bis zu seinem Tod Gouverneur des US-Bundesstaats Nevada. Sparks, der auch Honest John genannt wurde, war – wie sein Vorgänger Reinhold Sadler – Rinderzüchter und sein politischer Aufstieg zeigt den Niedergang des Bergbaus und den Aufstieg der Rinderzucht in Nevada.

## Biografie
Die Familie von John Sparks gehörte zu den sogenannten new land families, die sich darauf spezialisiert hatten, Land an der Grenze urbar zu machen und es anschließend zu verkaufen, wenn die Besiedlung der Gegend weiter fortgeschritten war. Seine Familie folgte der Grenze nach Arkansas und zog 1857 weiter nach Texas. Zu dieser Zeit hatte sie es bereits zu bescheidenem Wohlstand gebracht. Sie begann in Texas mit der Rinderzucht und John Sparks wurde zu einem geübten Cowboy.
1861 trat Sparks den Texas Rangers bei, möglicherweise, um seiner Einziehung zum Armee der Konföderierten Staaten zu entgehen. Seine Einheit hatte die Aufgabe, Siedler vor den Comanche zu schützen. Am Amerikanischen Bürgerkrieg nahm Sparks nicht teil. Nach dem Krieg gehörte er zu den Cowboys, die Texanische Langhörner zusammentrieben. Erst arbeitete er für John Meyers, später tat er sich mit seinem Bruder zusammen. 1872 heiratete Sparks Rachel Knight, mit der er zwei Töchter, Maude und Rachel, hatte.
1873 kaufte Sparks eine große Rinderherde in Texas und trieb sie nach Wyoming, wo er eine Ranch im Tal des Chugwater River in der Nähe von Cheyenne gründete. Im darauffolgenden Jahr verkaufte er die Ranch mit ihren 2.100 Rindern an die Swan Brothers. Anschließend gründete er eine Reihe Ranches entlang des North Platte River, wobei er jede schnell wieder verkaufte und den erzielten Kaufpreis in die nächste investierte. Weitere Investitionen tätigte er in eine Bank in Georgetown, Texas (der Heimatort seiner Frau), wo er auch ein Haus baute. 1879 starb seine Frau Rachel, er heiratete 1880 deren Halbschwester Nancy Knight.
Zu dieser Zeit gab es östlich der Rocky Mountains kein unbesetztes Weideland mehr, sodass Sparks den Blick nach Westen richtete. Zusammen mit dem Texaner John Tinnin kaufte er 1881 die H-D Ranch im Thousand Springs Valley nördlich von Elko, Nevada. 1883 kaufte das von ihnen gegründete Unternehmen Sparks-Tinnin sämtliche Ranches von Jasper Harrell für $ 900.000. Diese Ranches bestanden aus circa 30.000 Rindern, die über ein weites Gebiet von Nevada und Idaho verteilt weideten. Sehr wenig von diesem Weideland war bisher in Besitz genommen worden. Sparks und Tinnin erwarben jeweils kleine Gebiete um eine Wasserquelle und verweigerten dann anderen in der Gegend Tätigen die Nutzung des Wassers. Auf diese Weise kontrollierten sie große Gebiete öffentlichen Landes, ohne dass es ihnen gehörte. Gab es ein Stück Land, das Sparks-Tinnin erwerben wollten, so stellte ein Angestellter einen Antrag auf Überlassung zur Gründung eines Hofes und verkaufte es anschließend an Sparks-Tinnin. Zu seiner besten Zeit soll dem Unternehmen 6 % des Landes von Nevada gehört haben.
1885 zog Sparks auf seine 6,64 km² große Alamo Ranch in der Gegend des Steamboat Springs südlich von Reno. Hier stellte er eine Herde reinrassiger Hereford-Rinder zusammen. Schnell würde er auf Viehauktionen berühmt, da er bereit war, ausgesprochen hohe Summen für Hereford-Rinder mit Stammbaum zu zahlen. Durch den Zuerwerb von Rindern fremder Züchter statt eigener Zucht gelang es ihm, eine Herde aufzustellen, die auf Tierschauen schnell als unschlagbar galt. Weniger gute Rinder verkaufte Sparks, womit er dazu beitrug, dass das Hereford-Rind zur dominierenden Rinderrasse Nevadas wurde. Er züchtete außerdem Bisons und Hirsche auf seiner Alamo Ranch.
Das Geschäft von Sparks-Tinnin weitete sich während der 1880er-Jahre aus, bis es – wie alle anderen westlichen Rinderzuchten auch – einen ernsten Rückschlag infolge des strengen Winters 1889/1890 erlitt. Während dieses Winters sank die Temperatur in Elko auf −41 °C und von Januar bis März bedeckte eine hohe Schneedecke das Weideland. Alle großen Rinderzuchten hielten zu jener Zeit ihre Rinder ganzjährig auf den Weiden, ohne sie im Winter zusätzlich zu füttern. Deshalb starben viele Rinder in diesem Winter auf der Weide. Es wurde berichtet, dass man im Frühjahr 1890 einhundert Meilen entlang des Humboldt River über tote Rinder gehen konnte. Rinderkadaver stauten sich vor Brücken in Elko und verursachten ein Hochwasser. Sparks gab später zu, dass von seiner 45.000 Tiere umfassenden Herde nur 15.000 überlebten. Er behauptete ferner, dass von den überlebenden Tieren 90 % weiße Gesichter hatten, wie sie für Hereford-Rinder typisch sind.
Nach dem Winter 1889/1890 war Tinnin nicht mehr in der Lage, die Hypotheken zugunsten von Jasper Harrell zu zahlen und dieser übernahm seinen Anteil am Unternehmen. Sparks-Tinnin wurde in Sparks-Harrell umbenannt. Über seine Ausgaben für die Alamo Ranch und Verluste durch Bergwerksspekulationen geriet Sparks ebenfalls in wirtschaftliche Schwierigkeiten. 1901 verkaufte er seinen Anteil an Sparks-Harrell an Jasper Harrell.
Nach einem erfolglosen Antritt bei der Senatswahl trat Sparks für die Silber-Demokratische Partei mit Erfolg bei der Wahl zum Gouverneur von Nevada an. 1906 wurde er wiedergewählt. Er starb am 22. Mai 1908 im Amt; bei seinem Tode war er finanziell ruiniert und die Alamo Ranch wurde verkauft, um seine Schulden zu tilgen.